# Thryssa kammalensis
Thryssa kammalensis is een straalvinnige vis uit de familie van ansjovissen (Engraulidae) en behoort derhalve tot de orde van haringachtigen (Clupeiformes). De vis kan een lengte bereiken van 15 cm. 

## Leefomgeving
Thryssa kammalensis komt in zeewater en brak water voor. De vis prefereert een tropisch klimaat en heeft zich verspreid over de Grote- en Indische Oceaan. De diepteverspreiding is 1 tot 20 m onder het wateroppervlak. 

## Relatie tot de mens
In de hengelsport wordt er weinig op de vis gejaagd. 